# Kościół Matki Boskiej Różańcowej w Czerwięcicach
Kościół pw. Matki Boskiej Różańcowej – klasycystyczny kościół filialny z I połowy XIX w., znajdujący się w Czerwięcicach w województwie śląskim.

## Historia
Dokładna data powstania obiektu nie jest znana, wiadomo jednak, że na początku XIX w. kościół został przebudowany w stylu klasycystycznym. Początkowo była to kaplica z kryptą grobową rodziny von Wrochem. W 1999 r. kaplica została rozbudowana i przekształcona na kościół filialny pw. Matki Boskiej Różańcowej. Sarkofagi rodziny von Wrochem z krypty zostały przeniesione na przykościelny cmentarz.

## Opis

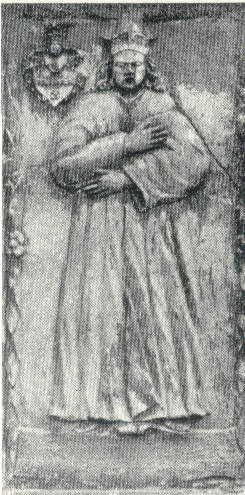
Płyta nagrobna Karola Joachima von Wrochema (zm. 1745)

Kościół został przebudowany w stylu klasycystycznym, od frontu znajduje się wgłębny portyk. W wydzielonym od frontu przedsionku oraz samej kaplicy znajdują się zaokrąglone naroża. W środku kaplicy sufit, a na zewnątrz ściany podzielone parami pilastrów w narożach, a także półkoliście zamkniętymi wnękami, które obejmują zamknięte okna. Na dachu znajduje się kwadratowa wieżyczka. Wejście do świątyni jest prostokątne w obramieniu kamiennym z gzymsem, w którym znajdują się klepkowe drzwi z klasycystycznymi wykładkami zamku. Portyk wsparty na dwóch kolumnach toskańskich, które dźwigają uproszczone belkowanie, a także niski trójkątny szczyt, który posiada półkolistą wnękę. Nad trójkątnym szczytem znajduje się kwadratowa wieżyczka. Kaplica posiada siodłowy dach, natomiast na wieżyczce namiotowy i pokryty blachą. Wewnątrz umieszczone są trzy XIX-wieczne płyty nagrobne członków rodziny von Wrochem. W zewnętrznej ścianie świątyni wmurowano trzy płyty nagrobne z piaskowca rodziny von Wrochem. Pierwsza pochodzi z początku XVII w. i znajdują się na niej postać dziecka, inskrypcja (częściowo zatarta) oraz cztery kartusze herbowe. Druga pochodzi z 1745 r. i przedstawia Karola Joachima von Wrochem, pierwszego właściciela Czerwięcic z tej rodziny. Trzecia pochodziła z 1610 r. niestety zaginęła.
Kościół otacza cmentarz, na którym znajduje się najstarszy na ziemi raciborskiej, pochodzący z 1720 r. krzyż kamienny. Na cmentarzu mieści się także lapidarium starych nagrobków, przede wszystkim właścicieli pobliskiego pałacu.